# Bachorce (gromada)
Bachorce – dawna gromada, czyli najmniejsza jednostka podziału terytorialnego Polskiej Rzeczypospolitej Ludowej w latach 1954–1972.
Gromady, z gromadzkimi radami narodowymi (GRN) jako organami władzy najniższego stopnia na wsi, funkcjonowały od reformy reorganizującej administrację wiejską przeprowadzonej jesienią 1954 do momentu ich zniesienia z dniem 1 stycznia 1973, tym samym wypierając organizację gminną w latach 1954–1972.
Gromadę Bachorce z siedzibą GRN w Bachorcach utworzono – jako jedną z 8759 gromad na obszarze Polski – w powiecie inowrocławskim w woj. bydgoskim, na mocy uchwały nr 24/7 WRN w Bydgoszczy z dnia 5 października 1954. W skład jednostki weszły obszary dotychczasowych gromad Bachorce, Brodzki i Piecki ze zniesionej gminy Kruszwica oraz obszary dotychczasowych gromad Głębokie i Gocanówko ze zniesionej gminy Chełmce w tymże powiecie. Dla gromady ustalono 23 członków gromadzkiej rady narodowej.
31 grudnia 1959 z gromady Bachorce wyłączono wieś Głębokie, włączając ją do gromady Chełmce w tymże powiecie, po czym gromadę Bachorce zniesiono, włączając jej (pozostały) obszar do nowo utworzonej gromady Piecki w tymże powiecie.